# Килмиди
Килмиди (англ. Kilmeedy; ирл. Cill Míde) — деревня в Ирландии, находится в графстве Лимерик (провинция Манстер) у дороги R519. В 1911 году население деревни, согласно переписи, составляло 274 человека.